# جيك لونغ
جيك لونغ (بالإنجليزية: Jake Long)‏ (و. 1985  م) هو لاعب كرة قدم أمريكية، من الولايات المتحدة، ولد في لابير، يلعب كمهاجم اصطدامي ‏.

## التعليم
تعلم في جامعة ميشيغان.